# 郑国跃
郑国跃，男性中国共产党黨員，中國人民解放軍少將。

## 生平
歷任广州军区司令部军训部部長，其后任南部战区联合参谋部联合训练局局长，繼廖正荣后任中國人民解放軍駐港部隊副司令員。 